# Мохов Ігор Іванович
Ігор Іванович Мохов (20 липня 1950, Чкалов — 24 червня 2025) — вчений в галузі фізики атмосфери, моделювання клімату та діагностики кліматичних змін, директор Інституту фізики атмосфери (ІФА) ім. О. М. Обухова РАН (з 2008). Академік РАН (2016), доктор фізико-математичних наук. Професор, з 2016 року очолював кафедру фізики атмосфери фізичного факультету МДУ. Лауреат Державної премії РФ у галузі науки і техніки (2022).

## Біографія
Народився в 20 липня 1950 року в місті Чкалов у сім'ї вчителів географії та історії.
У 1974 році закінчив Московський фізико-технічний інститут (МФТІ) факультет молекулярної та хімічної фізики.
У 1979 році захистив дисертацію на здобуття наукового ступеня кандидата фізико-математичних наук на тему «Чутливість та стійкість зональних термодинамічних моделей клімату».
У 1995 році захистив дисертацію на здобуття наукового ступеня доктора фізико-математичних наук на тему «Діагностика структури кліматичної системи та її еволюції у річному циклі та міжрічній мінливості».
З 1996 року завідував лабораторією теорії клімату Інституту фізики атмосфери (ІФА) ім. О. М. Обухова РАН, з 2009 року директор ІФА. Був членом редколегій журналів.
Помер 24 червня 2025 року у віці 74 років.

## Праці
Автор понад 200 оригінальних наукових праць, у тому числі:
- Мохов И. И. Диагностика структуры климатической системы. — СПб.: Гидрометеоиздат, 1993. — 271 с. ISBN 5-286-00834-8.
- Изменение окружающей среды и климата. — Москва: ИФЗ РАН, 2008—т. 3, ч. 2: Природные процессы в полярных областях Земли = Natural processes in polar regions / [Мохов И. И. и др.] — 2008. — 338 с., [42] л. цв. ил., карт., табл. ISBN 978-5-91682-001-0.
- Мохов И. И., Смирнов Д. А. Эмпирические оценки воздействия естественных и антропогенных факторов на глобальную приповерхностную температуру // Доклады РАН. 2009. Т. 426. № 5. С. 679—684.

## Нагороди
- Державна премія Російської Федерації в галузі науки і техніки (2022) — за розробку науково обґрунтованого комплексу моделей для управління стратегічним розвитком транспортної інфраструктури Сибіру, Далекого Сходу та Російської Арктики в умовах зміни клімату[7][8].
- Почесна грамота Президента Російської Федерації (5 лютого 2024 року) — за заслуги у розвитку вітчизняної науки, багаторічну плідну діяльність та у зв'язку з 300-річчям від дня заснування Російської академії наук[9].